# Kwadungan (Kalikajar)
Kwadungan is een bestuurslaag in het regentschap Wonosobo van de provincie Midden-Java, Indonesië. Kwadungan telt 3605 inwoners (volkstelling 2010).